# Кошта, Рикарду
Рика́рду Миге́л Море́йра да Ко́шта (порт. Ricardo Costa; род. 16 мая 1981, Вила-Нова-ди-Гая) — португальский футболист, выступавший на позиции защитника.

## Клубная карьера
Первый матч за «Порту» сыграл против команды, где воспитывался, против «Боавишты». Карьера в «Порту» была очень положительной — Рикарду выиграл и Кубок УЕФА, и Лигу Чемпионов, и Межконтинентальный кубок.
Летом 2007 года перешёл из «Порту» в «Вольфсбург» за 4 млн евро. Первый раз на поле за «Вольфсбург» вышел 5 августа 2007 года в товарищеском матче против клуба «Вюрцбургер». Тот матч закончился со счётом 4:0 в пользу команды Рикарду. Сам Рикарду провёл на поле только первый тайм. В бундеслиге дебютировал 11 ноября 2007 года в матче против леверкузенского «Байера». Тот матч «Вольфсбург» проиграл со счётом 1:2.
29 января 2010 года Кошта перешёл во французский «Лилль». 17 мая 2010 года было объявлено о переходе футболиста, в качестве свободного агента, в испанский клуб «Валенсия». 29 июля 2014 года стал игроком катарского клуба «Ас-Сайлия».

## Достижения
«Порту»
- Победитель Лиги чемпионов УЕФА: 2003/04
- Обладатель Межконтинентального кубка: 2004
- Обладатель Кубка УЕФА: 2002/03
- Чемпион Португалии: 2002/03, 2003/04, 2005/06, 2006/07
- Обладатель Кубка Португалии: 2002/03, 2005/06
- Обладатель Суперкубка Португалии: 2002/03, 2003/04

«Вольфсбург»
- Чемпион Германии: 2008/09